# Platinazwart

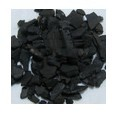
Platinazwart

Platinazwart is zeer sponsachtig (poreus) elektrolytisch neergeslagen platina. Als ondergrond wordt meestal vast platina gebruikt. Het sponsachtige karakter heeft tot gevolg dat de structuur mechanisch niet sterk is en makkelijk beschadigd raakt.

## Toepassing
De toepassing van platinazwart ligt voornamelijk in het analytisch laboratorium. Het vindt dan toepassing bij het meten van elektrische verschijnselen waarbij gassen (standaard-waterstofelektrode) een rol spelen, of waarbij een zeer intensief geleidend contact tussen oplossing en metaalgeleider noodzakelijk is (conductometrie).
Ook in de nikkel-waterstof-accu wordt platinazwart toegepast.